# 5424 Covington
5424 Covington (1983 TN1) là một tiểu hành tinh vành đai chính được phát hiện ngày 12 tháng 10 năm 1983 bởi Bowell, E. ở Flagstaff.